# Félix Pagès
Pour les articles homonymes, voir Pagès.
Félix Guillaume Pagès (né le 11 juillet 1858 à Toulouse, et mort dans la même ville le 30 juillet 1939) est un clarinettiste classique français.
Félix Guillaume Pagès est né à Toulouse en 1858 et a été professeur de clarinette au conservatoire de Toulouse. Il a eu parmi ses élèves célèbres, A. Pierre Sainte Marie (célèbre clarinette basse) et Louis Cahuzac.
Il est membre de l’orchestre de la Société des concerts du conservatoire de Toulouse,. Il présente de nombreux concerts avec cette société, et notamment le 5 mars 1926 le quintette avec clarinette de Mozart. 
Pagès meurt dans sa ville natale le 30 juillet 1939 ; il est inhumé le surlendemain au cimetière de Terre-Cabade.